# Galina Kekicheva
Galina Petrovna Kekicheva (en russe : Гали́на Петро́вна Ке́кишева), née le 7 janvier 1930 à Tavda (oblast de Sverdlovsk, Union soviétique), est une danseuse russe et un temps de citoyenneté soviétique de ballet, professeure, artiste émérite de la RSFS de Russie (1960), étoile du ballet Kirov (auj. ballet du Théâtre Mariinsky), et médaille de l'ordre du Mérite pour la Patrie.

## Biographie
Après avoir été élève de l'Académie de ballet Vaganova, Galina Kekicheva entre au Ballet du Théâtre Mariinsky. Elle y sera danseuse étoile de 1948 à 1971.
Depuis 1971 elle est professeur au Théâtre Mariinsky. Ayant été élève d'Agrippina Vaganova, elle transmet aux générations suivantes de danseurs la méthode Vaganova.

## Répertoire
- La Belle au bois dormant (Marius Petipa, Piotr Tchaïkovski) : la Fée de la Générosité, le Petit Chaperon Rouge et la Chatte blanche
- Laurencia (Vakhtang Chabukiani, Alexandre Krein) : Pascuala
- Don Quichotte (Alexandre Gorski, Ludwig Minkus) : Fleur, Cupidon
- Giselle (Marius Petipa, Adolphe Adam) : Willis
- La Fontaine de Bahchisaraj (Rostislav Zakharov, Boris Asafev) : Bluebells
- La Bayadère (Marius Petipa, Ludwig Minkus) : Manu
- Gayane (Nina Anisimova, Aram Khatchatourian) : Nune
- Red Poppy (Vassili Tikhomirov, Reinhold Glière) : Tao Hoa
- Cendrillon (Constantin Sergueïev, Sergueï Prokofiev) : Poseur
- Chemin de Thunder (Constantin Sergueïev, Kara Karayev) : Lizzie
- Miniatures chorégraphiques : Maiden

## Enseignement
Depuis 1971, Galina Kekicheva est professeur de ballet au Théâtre Mariinsky. Entourée de ses élèves danseurs étoile, elle est reconnue comme l'un des meilleurs professeurs de danse classique.

## Distinctions et prix
- Médaille "Pour mérites devant la Patrie", degré II (2010)
- Artiste émérite de la fédération de Russie (1960)

"… Galina Kekicheva a créé sur cette scène des figures de ballet captivantes et sophistiquées, entre autres le rôle du paysan espagnol Pascual dans le ballet "Laurencia" (chorégraphie de Vakhtang Chabukiani) et les femmes blanches dans le ballet de "la Belle au Bois Dormant". Après l'achèvement de sa carrière sur scène, Galina se consacre à l'enseignement et à la formation des jeunes solistes de la troupe du ballet…"
- Théâtre Mariinsky

## Filmographie
- Pas de deux du ballet Laurencia (Vakhtang Chabukiani, A Crane, Lentelefilm)